# رايكو ليكيتش
رايكو ليكيتش (بالدنماركية: Rajko Lekic)‏ هو لاعب كرة قدم صربي ودنماركي في مركز الهجوم، ولد في 3 يوليو 1981 في كوبنهاغن في مملكة الدنمارك. شارك مع Denmark League XI ‏ ومنتخب الدنمارك لكرة القدم. أما مع النوادي، فقد لعب مع زالايغيرزيغي تورنا إغيليت ونادي أودنسه ونادي إيسبيرغ ونادي خيريث ونادي سيلكيبورج ونادي فريماد أماغر ونادي لينغبي ونادي هرفوليه ونيو إنغلاند ريفولوشن.

## وصلات خارجية
- رايكو ليكيتش على موقع الدوري الأمريكي (الإنجليزية)
- رايكو ليكيتش على موقع قاعدة بيانات كرة القدم.إي يو (الإنجليزية)
- رايكو ليكيتش على موقع ناشيونال فوتبول تيمز (الإنجليزية)
- رايكو ليكيتش على موقع عالم كرة القدم.نت (الإنجليزية)